# Reńskie Góry Łupkowe
Reńskie Góry Łupkowe (niem. Rheinisches Schiefergebirge, franc. Massif schisteux rhénan) – łańcuch górski długości 400 km i szerokości 180 km, zlokalizowany nad środkowym Renem, w zachodniej części Niemiec, a także na terenie Luksemburga, Belgii oraz Francji, stanowiący część Średniogórza Niemieckiego. W regionalizacji fizycznogeograficznej Niemiec Jerzego Kondrackiego ma nr 322.

## Geografia
Reńskie Góry Łupkowe dzielą się na kilka wyraźnych części. Rzeka Ren rozdziela całość masywu na część zachodnią (lewobrzeżną) i wschodnią (prawobrzeżną). Część niemiecka zajmuje 25 812,8 km², a – dzielone pomiędzy Belgię, Luksemburg i Francję – Ardeny około 15 500 km², co łącznie daje obszar o łącznej powierzchni 41 300 km².
Prawobrzeże gór znajduje się całkowicie na obszarze Niemiec, w trzech krajach związkowych: Nadrenia-Palatynat, Hesja i Nadrenia Północna-Westfalia. Wyróżnia się trzy główne mezoregiony: Taunus, Westerwald i Pogórze Süder. Taunus, z najwyższym szczytem całego masywu Großer Feldberg o wysokości 880,9 m n.p.m. Od Westerwaldu oddziela go dolina rzeki Lahn i Niecka Limburska. Północną część prawobrzeża stanowi zaś Pogórze Süder (niem. Süderbergland), której najwyższą częścią są Góry Rothaar ze szczytem Langenberg (843 m n.p.m.), będącym jednocześnie najwyższym wzniesieniem Nadrenii Północnej-Westfalii.
Podział fizycznogeograficzny lewobrzeża jest mniej oczywisty, ze względu na granice polityczne oraz językowe, jako że część masywu znajduje się na terytorium Belgii, Luksemburga i Francji. Na południe od Doliny Mozeli wyróżnia się góry Hunsrück, rozciągające się na terenie dwóch krajów związkowych: Nadrenia-Palatynat oraz Kraj Saary. Na północ od niej rozciąga się masyw, którego wschodnia część jest określana przez ludność niemieckojęzyczną jako Eifel, a zachodnia – przez ludność francuskojęzyczną – jako Ardeny (franc. Ardenne), a przez mieszkańców Luksemburga jako Oesling.

## Geologia

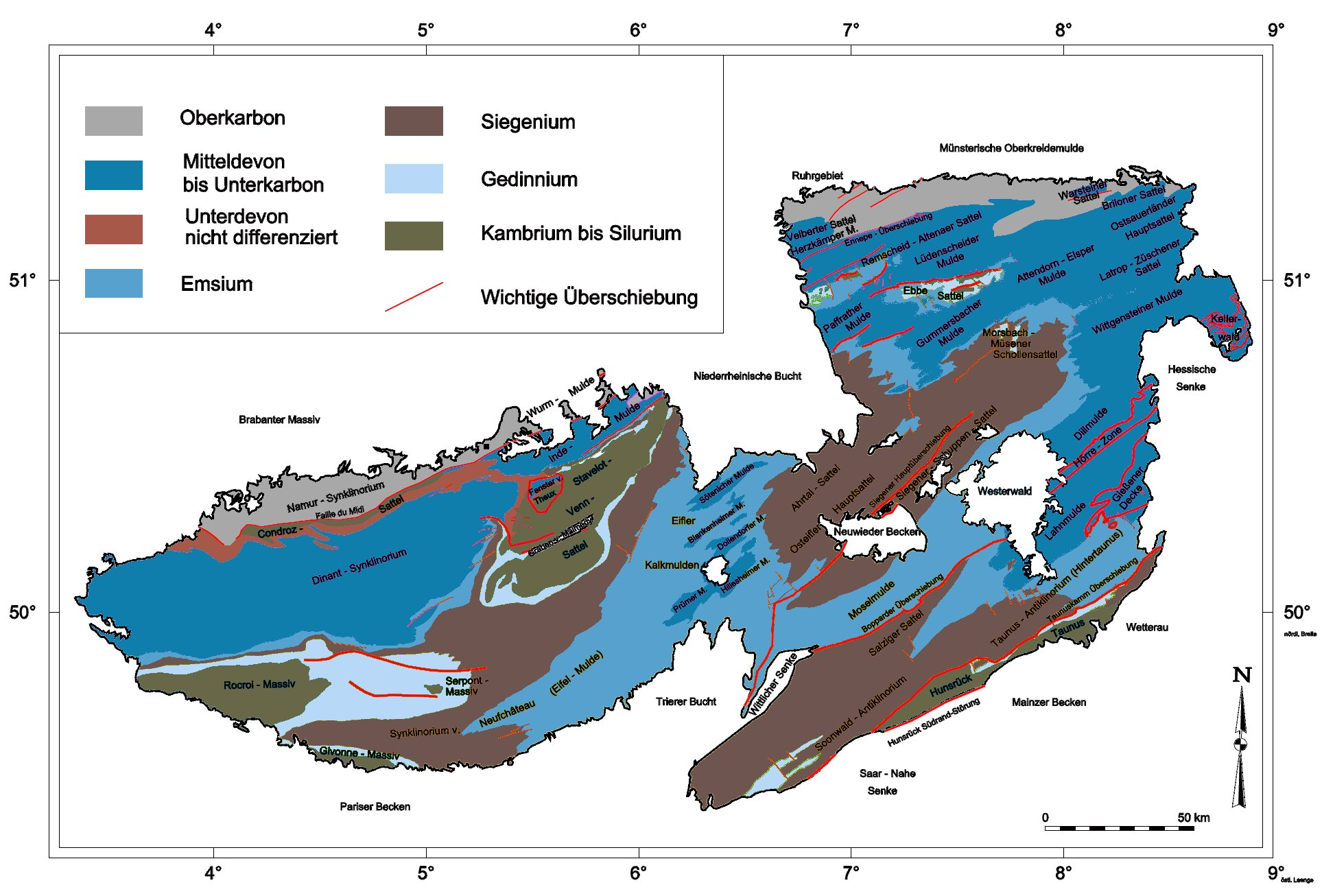
Mapa geologiczna Reńskich Gór Łupkowych

Góry należą do górotworów ukształtowanych w efekcie orogenezy waryscyjskiej w karbonie, tworzą je głównie skały paleozoiku (zwłaszcza dewonu i dolnego karbonu): łupki, kwarcyty i piaskowce, w tym dominujące w dolnym karbonie szarogłazy, podrzędnie wapienie. Grubość skał dewońskich sięga 10 km, a dolnokarbońskich ponad 1 km. Bardzo liczne są także wulkanity, zarówno wieku dewońskiego (wulkanizm podwodny), jak i kenozoicznego (wulkanizm lądowy). Reńskie Góry Łupkowe wypiętrzone zostały w czasie orogenezy alpejskiej w postaci zrębu o płaskiej, szerokiej powierzchni szczytowej wyniesionej średnio do około 500 m n.p.m.

## Turystyka
Reńskie Góry Łupkowe są popularnym celem wycieczek turystycznych. Na ich terenie powołano dwa parki narodowe Eifel i Hunsrück-Hochwald, a przełomowa Dolina Środkowego Renu znajduje się na liście światowego dziedzictwa UNESCO. Francuskie Ardeny natomiast chroni Park Regionalny Ardenów. W obrębie gór znajduje się kilka uzdrowisk z wodami mineralnymi, jak Spa, Bad Homburg, Bad Ems, Wiesbaden. Trzy belgijskie klasztory trapistów znane z produkcji piwa znajdują się w Ardenach (Chimay, Orval i Rochefort), natomiast Dolina Mozeli jest znana z produkcji win. Znajdujące się w Górach Rothaar Willingen jest znanym ośrodkiem narciarstwa, gdzie regularnie odbywają się turnieje pucharu świata w skokach narciarskich.

## Galeria

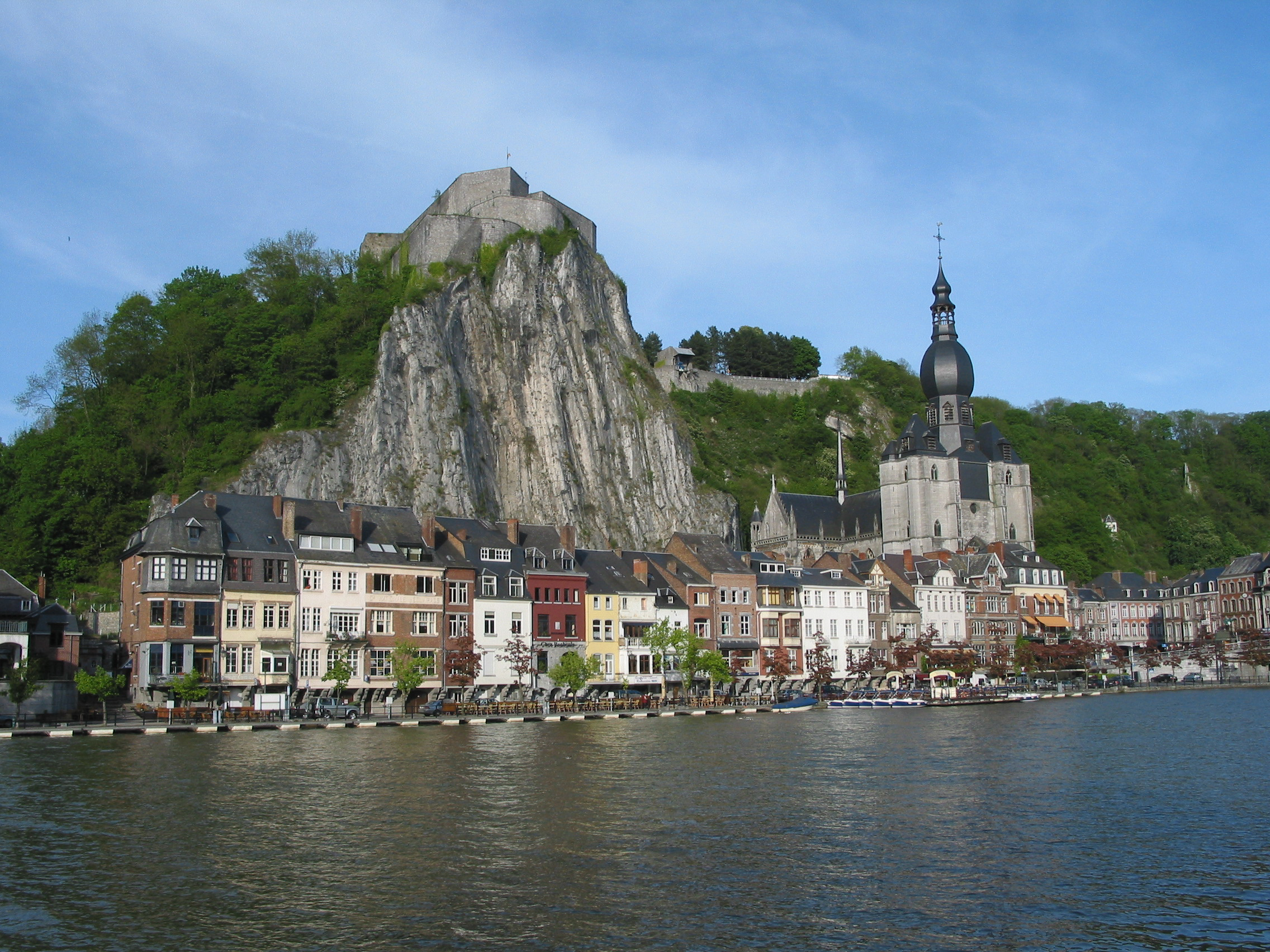
Moza w Dinant
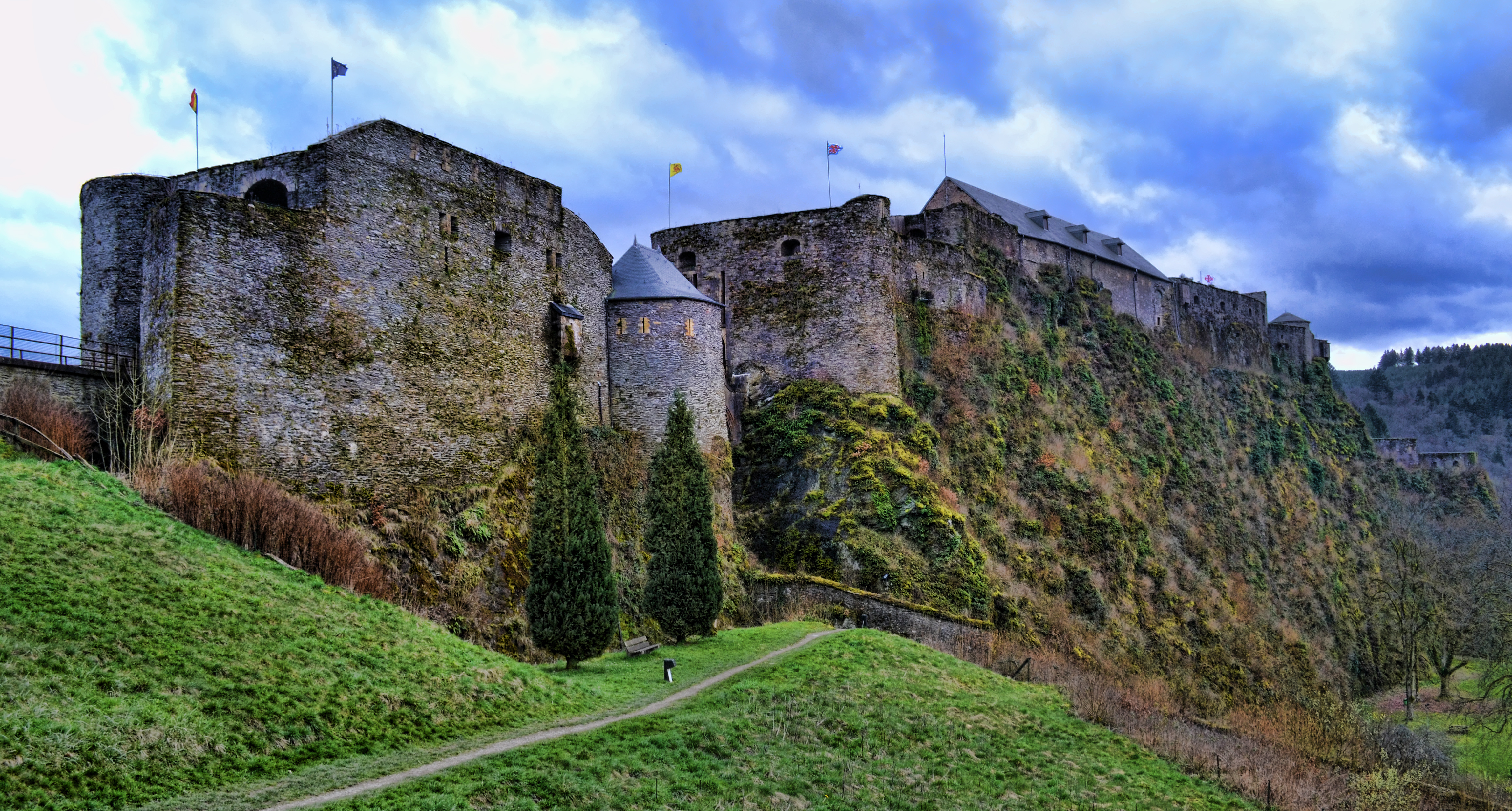
Zamek Bouillon w Belgii
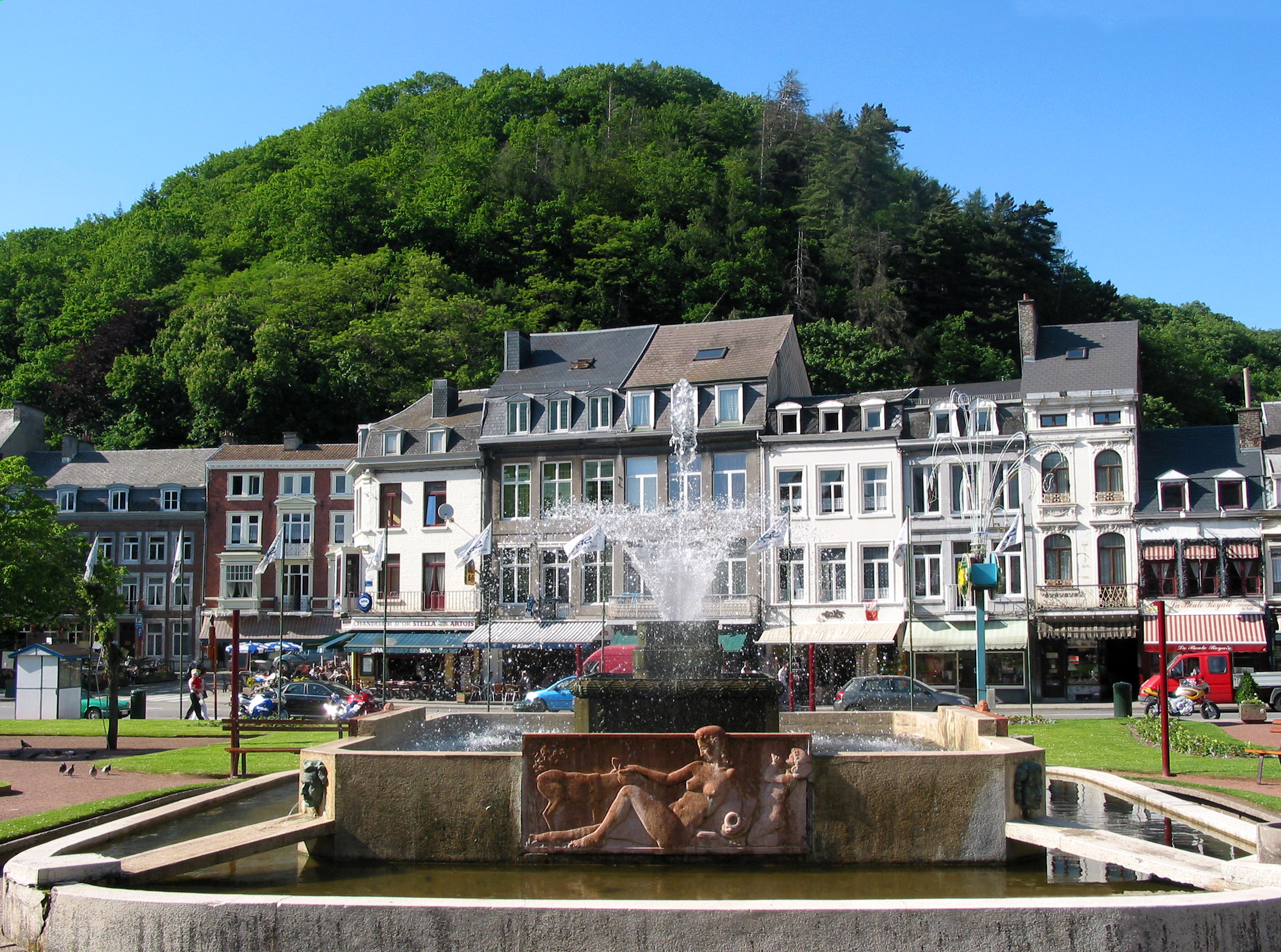
Spa
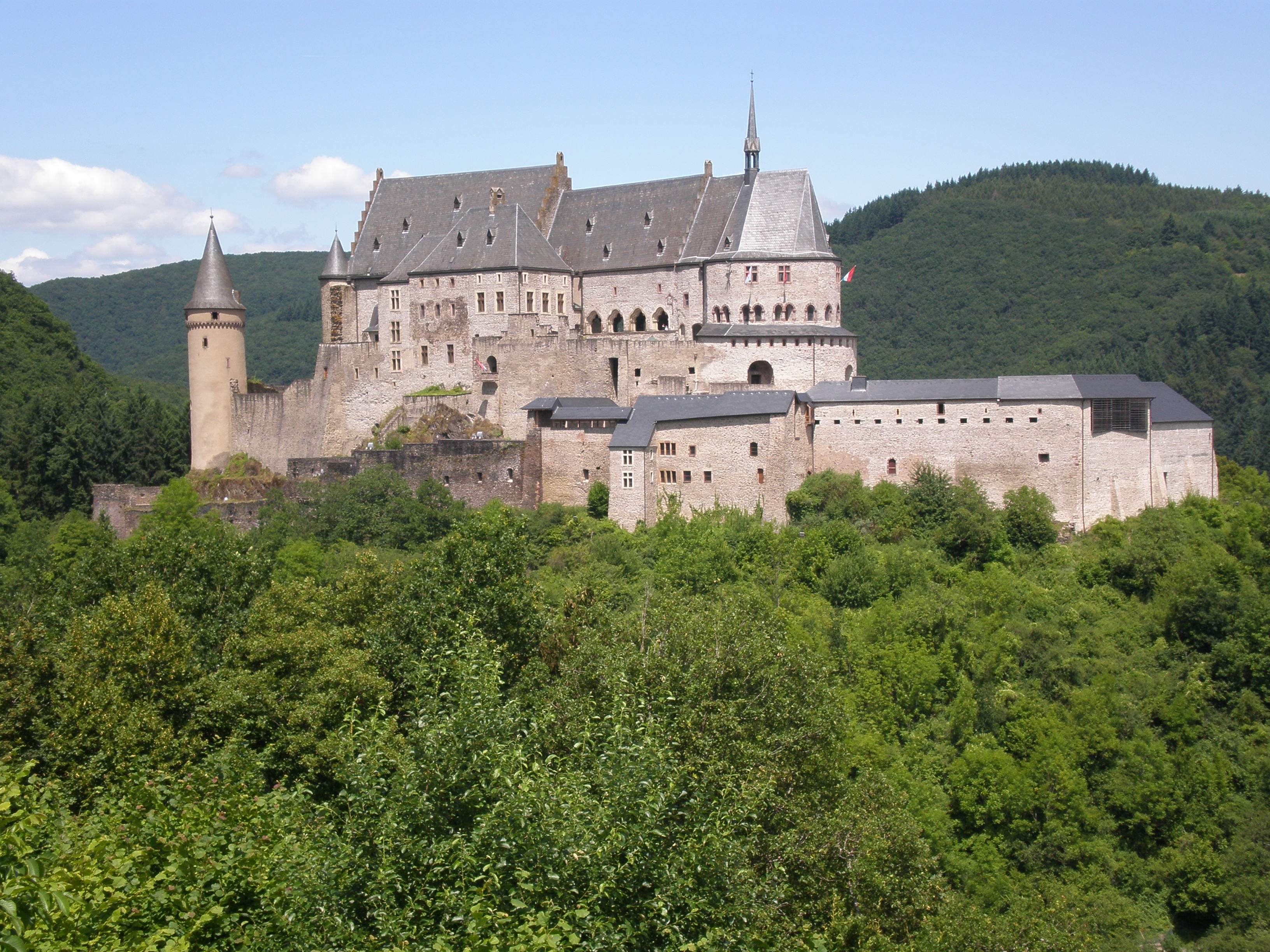
Zamek Vianden w Luksemburgu
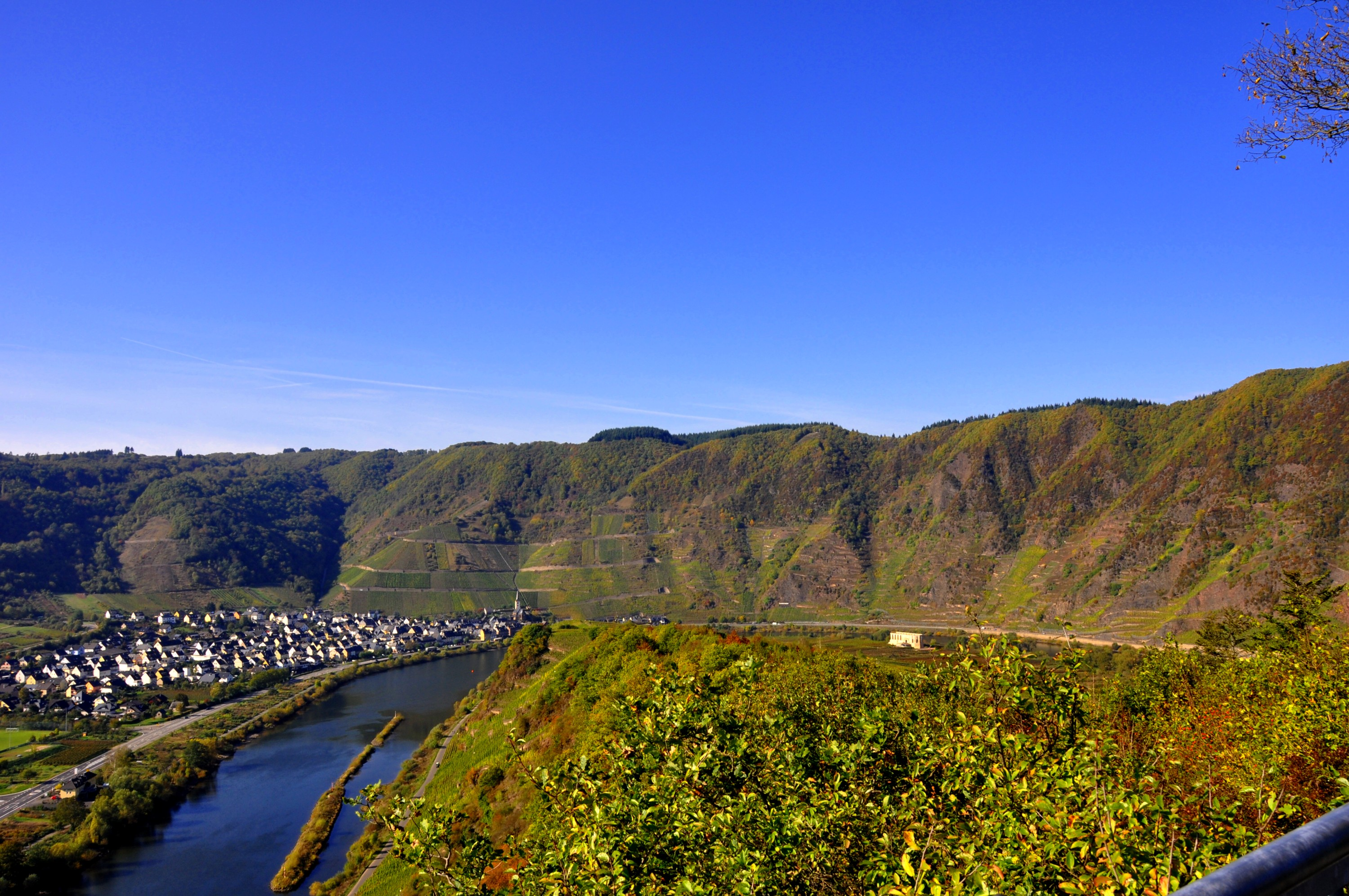
Dolina Mozeli k. Calmont
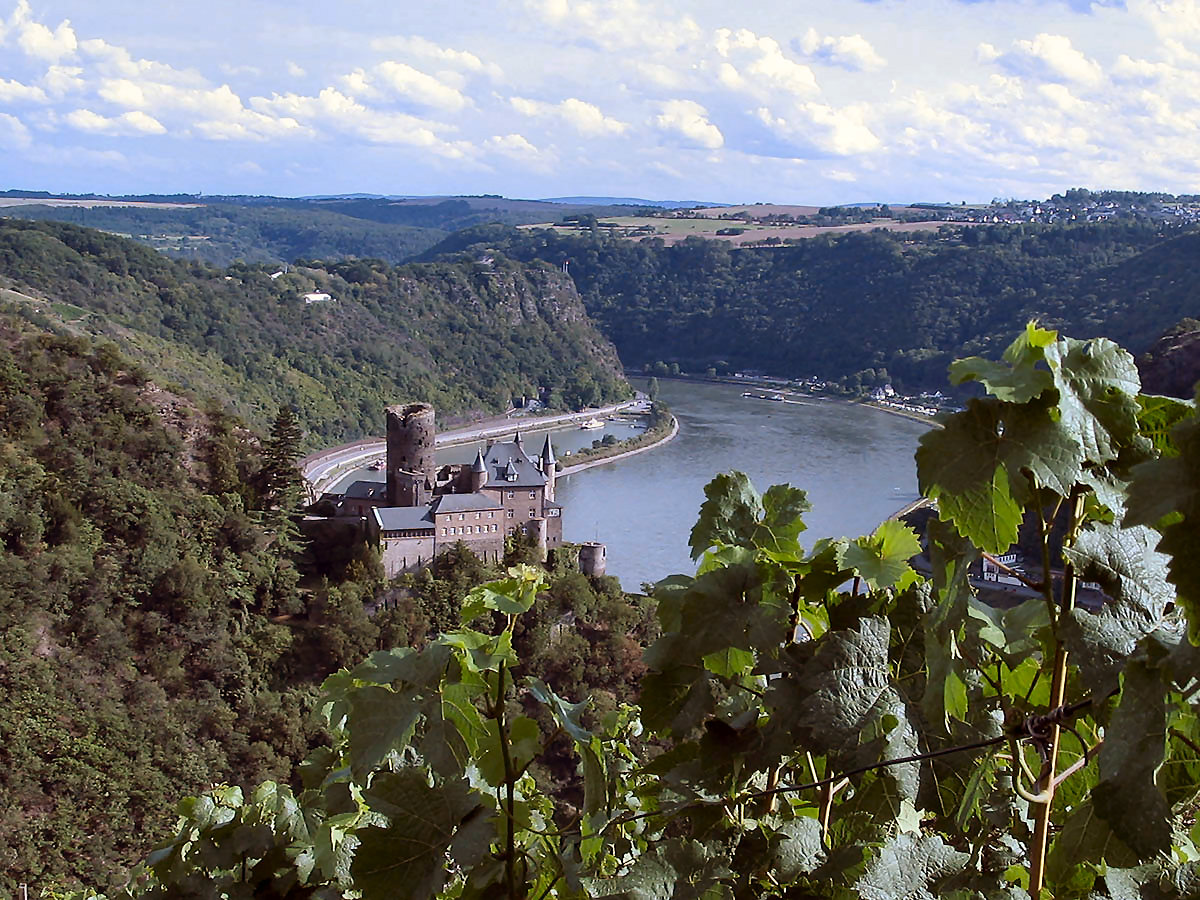
Zamek Katz i Loreley
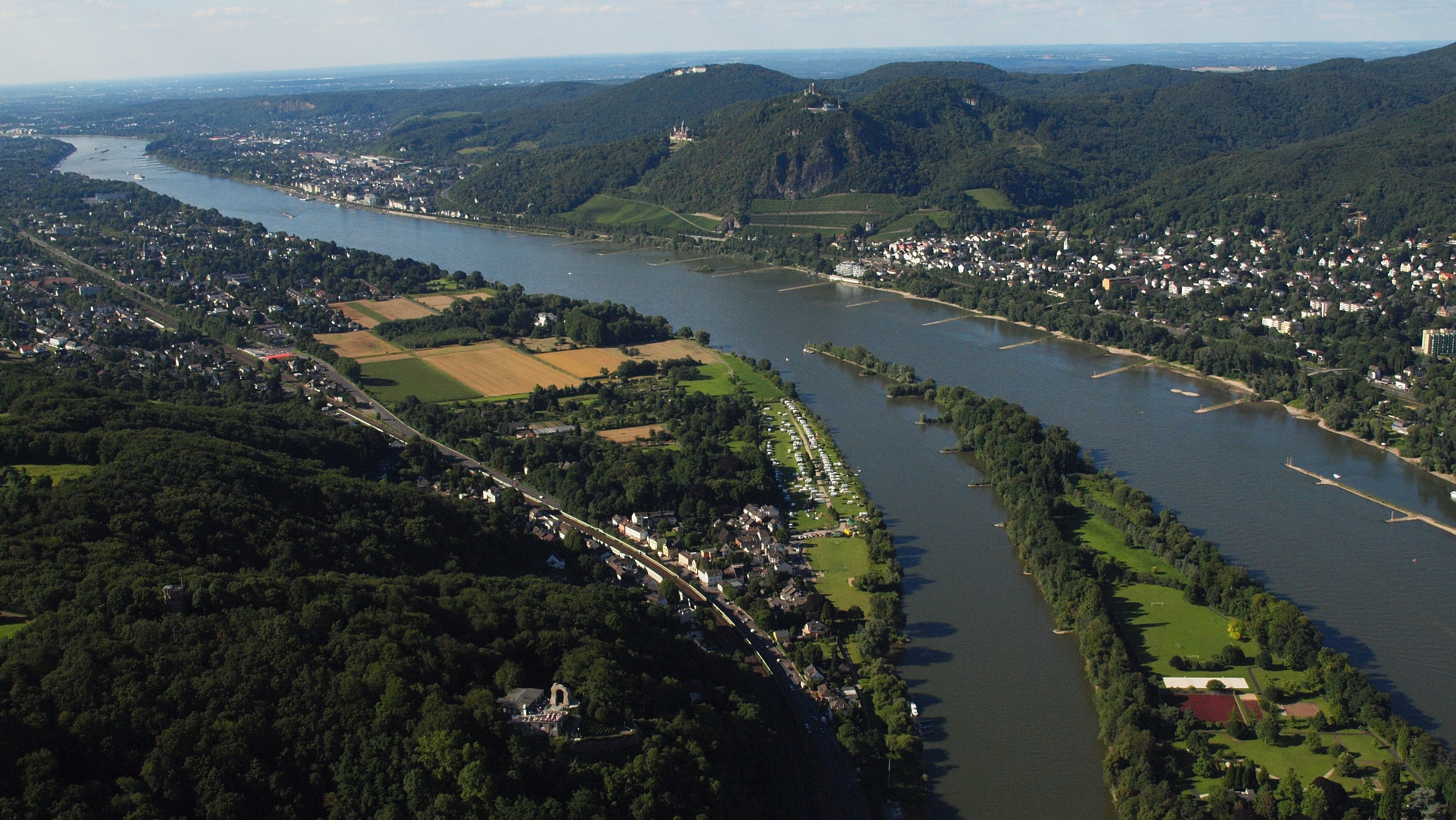
Ren i Siedmiogórze
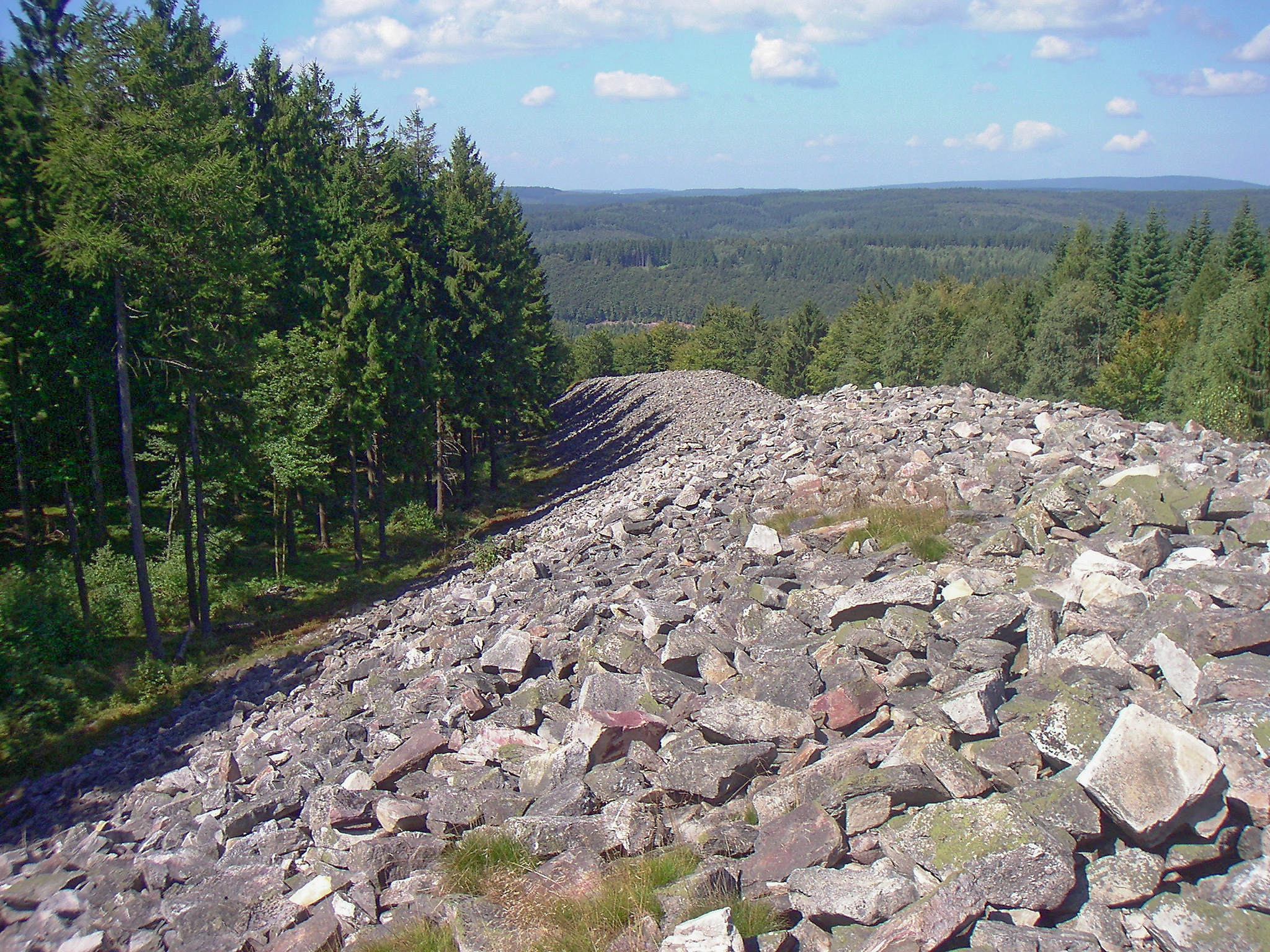
Celtycki wał obronny na terenie Parku Narodowego Hunsrück-Hochwald
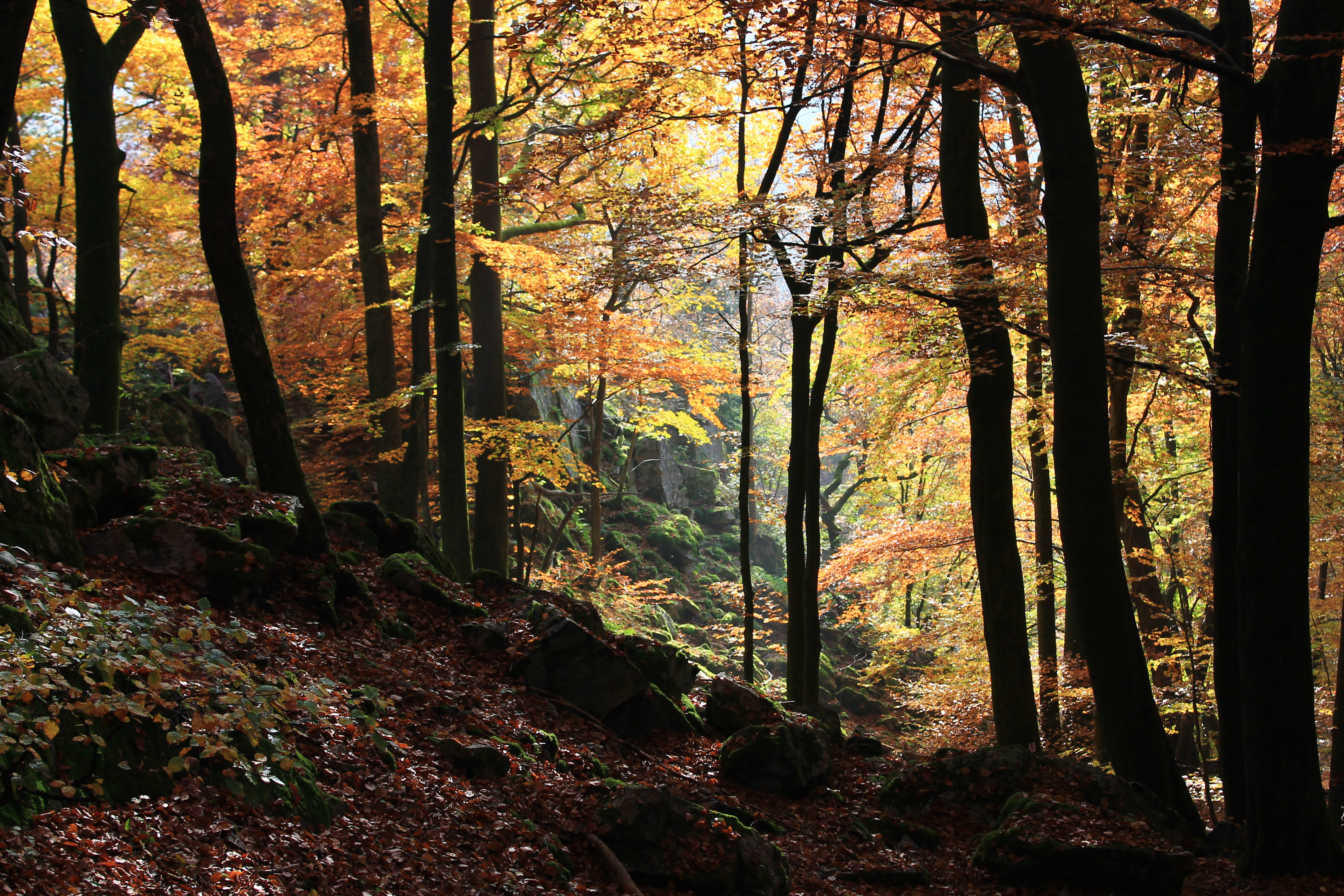
Buczyna Luisenruhe w górach Hunsrück
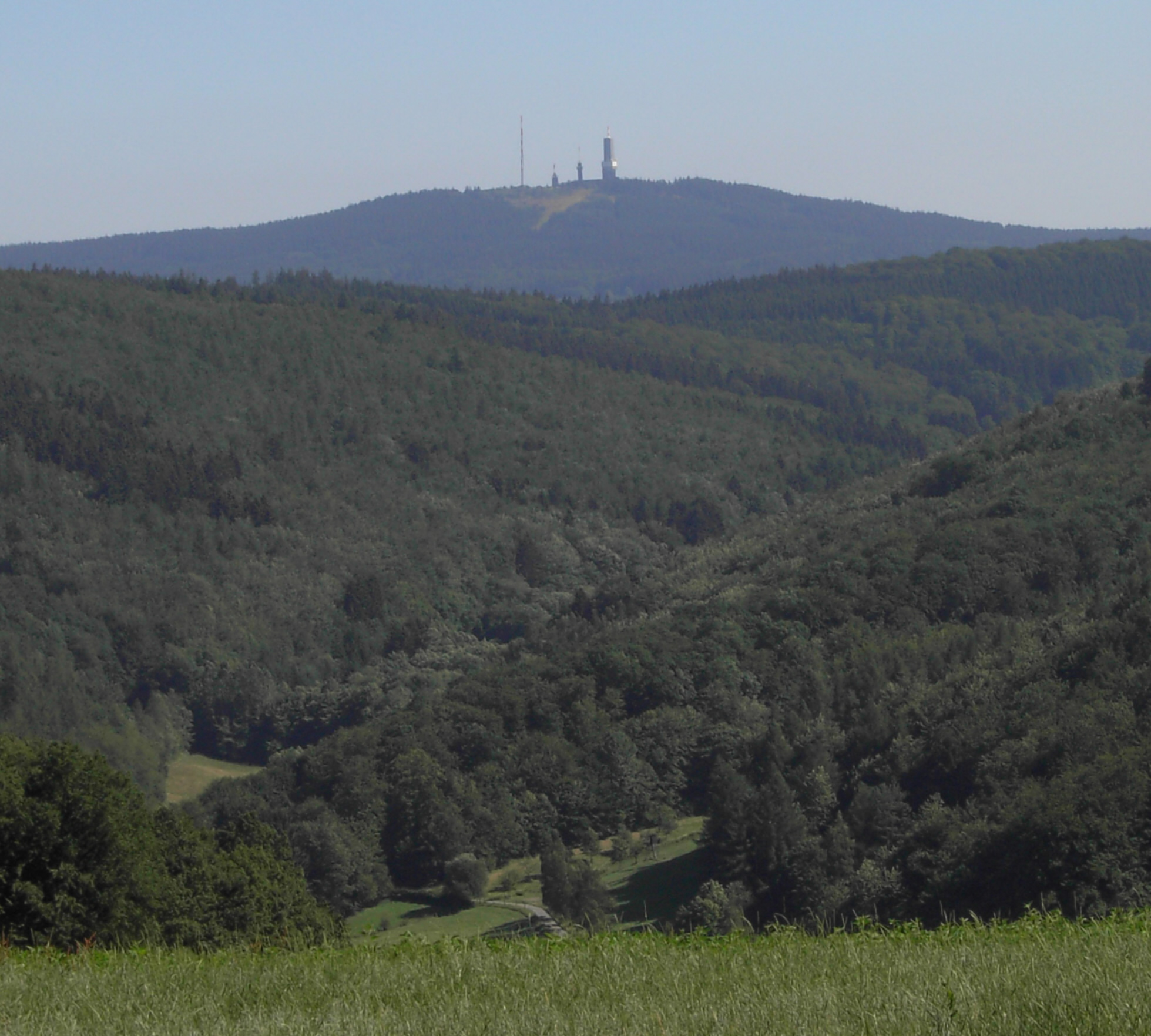
Großer Feldberg, najwyższy szczyt Reńskich Gór Łupkowych
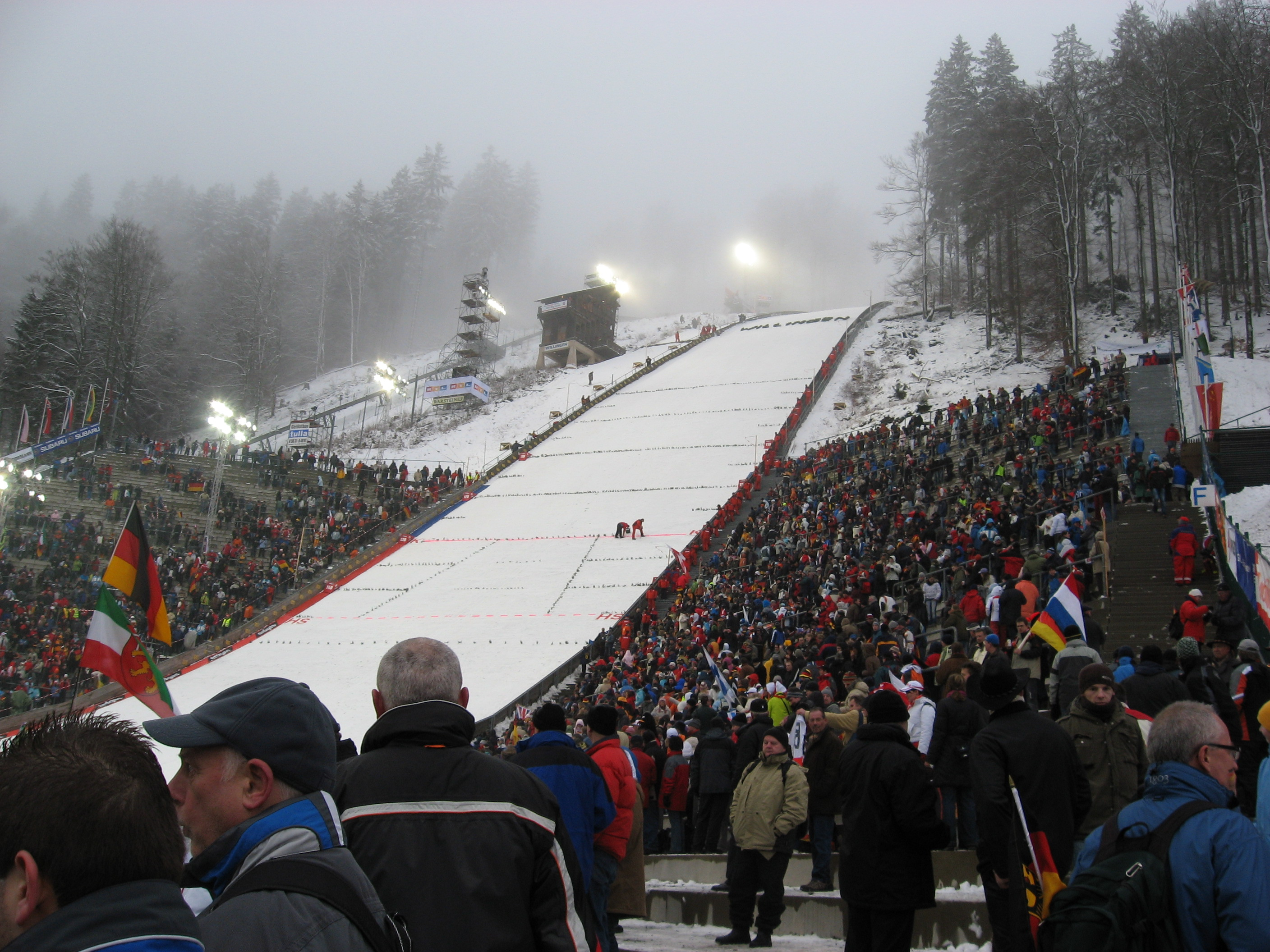
Skocznia narciarska w Willingen